# Sercan Kaya
Sercan Kaya (Smirne, 15 marzo 1988) è un calciatore turco, centrocampista svincolato.